# Tridax angustifolia
Tridax angustifolia là một loài thực vật có hoa trong họ Cúc. Loài này được Spruce ex Benth. & Hook.f. miêu tả khoa học đầu tiên năm 1873.